# Монклассико
Монклассико (итал. Monclassico) — коммуна в Италии, располагается в провинции Тренто области Трентино-Альто-Адидже.
Население составляет 882 человека (2011 г.), плотность населения составляет 104 чел./км². Коммуна занимает площадь 8 км². Почтовый индекс — 38020. Телефонный код — 0463.
Покровителем коммуны почитается святой Вигилий из Тренто, день памяти ежегодно отмечается 26 июня.

## Демография
Динамика населения:

## Администрация коммуны
- Официальный сайт: https://web.archive.org/web/20120711233336/http://www.comunemonclassico.it/